# Dřemovice
Dřemovice (německy Drömsdorf) jsou bývalá obec a zrušené katastrální území, které leží v Městě Libavé. Katastrální území mělo rozlohu 400 ha. V současnosti je zástavba Dřemovic a část jejich bývalého katastru součástí obce Město Libavá. Zástavba této bývalé obce se rozkládá podél Smilovského potoka a v rámci Města Libavá tvoří jihozápadní výběžek zástavby obce – jedná se nyní o tato čísla popisná, nacházející se ve Smilovské ulici: 180, 181, 183, 185, 186, 187, 189, 193 a 195. Nejvýchodnější existující dům nemá číslo popisné a nachází se na parcele č. 525. Na jihozápadě sousedila s katastrálním územím zlikvidované obce Smilov, jinak sousedila s katastrálním územím Město Libavá.

## Historický přehled
První zmínka o Dřemovicích se nachází v zástavní listině libavské z roku 1456. Od roku 1854 jsou Dřemovice součástí Města Libavá. Od roku 1894 působila v Dřemovicích pobočka vídeňské textilní firmy Modenfabrik Jacob Karst, kterou roku 1913 zakoupili majitelé firmy Hallwachs & Sohn. Zdejší textilní výrobky byly vyváženy do téměř celé Evropy, Britské Indie i jiných zemí. Od vypuknutí první světové války zápasila továrna o přežití. Za druhé světové války přežívala díky vojenské výrobě. Roku 1921 zde v 47 domech žilo 285 obyvatel, přičemž 279 jich patřilo k německé národnosti a 6 obyvatel patřilo k cizincům. Roku 1930 zde ve 43 domech žilo 302 obyvatel, z nichž 287 patřilo k německé národnosti a pouze 7 k tehdy prosazované československé národnosti. Po osvobození Československa bylo roku 1946 zdejší německé obyvatelstvo odsunuto do Německa. Se vznikem vojenského újezdu Město Libavá byly k 1. červenci 1950 jako osada oficiálně zrušeny a od té doby jsou spíše jen neevidovanou místní částí Města Libavá, nicméně stále se jejich název objevuje i v katastrální mapě. V důsledku četných demolic se z jejich zástavby dochovalo jen několik domů.
K 20. prosinci 2002 bylo katastrální území Dřemovice zrušeno a začleněno do podstatně rozšířeného katastrálního území Město Libavá. V souvislosti se zmenšením vojenského újezdu Libavá, k němuž došlo k 1. lednu 2016, bylo rozhodnuto o ponechání části někdejšího katastru Dřemovic v rámci vojenského újezdu Libavá. Tato část proto byla k 2. červnu 2014 vyčleněna do nově vytvořeného katastrálního území Dřemovice u Města Libavá, přičemž nový katastr zahrnuje kromě dříve dřemovické půdy celou jižní část dosavadního katastrálního území Město Libavá. Pokud se týče katastrálního členění z doby před 20. prosincem 2002, tak se kromě jihu bývalého katastru Dřemovic jedná o většinu území bývalých katastrálních území zlikvidovaných obcí Smilov a Čermná, téměř celý katastr zlikvidované obce Olejovice, asi polovinu bývalého katastru zlikvidované obce Mastník, asi třetinu bývalého katastru zlikvidované obce Údolná, přibližně čtvrtinu bývalého katastru zlikvidované obce Milovany, severovýchod bývalého katastru zlikvidované obce Velká Střelná, jih původního katastrálního území Město Libavá, jihovýchod bývalého katastru zlikvidované obce Bělá, a jih bývalého katastru Heroltovic.
| Rok            | 1835 | 1885 | 1921 | 1930 |
| -------------- | ---- | ---- | ---- | ---- |
| Počet obyvatel | 201  | 254  | 285  | 302  |
| Počet domů     | 28   | 32   | 47   | 43   |